# Richard Maria Harnier
Richard Maria Harnier (* 3. September 1775 in Kassel; † 15. Juni 1856 in Kassel) war Arzt, Geheimer Rat und Abgeordneter.

## Herkunft
Er stammte aus der wallonischen, um 1650 nach Deutschland eingewanderten Hugenottenfamilie Harnier. Seine Eltern waren der Kriegsrat Caspar Harnier (1739–1811) und dessen Ehefrau Susanne Henriette Dupré (1748–1837). Der Bundestagsgesandter Heinrich Wilhelm Karl von Harnier (1767–1823) war sein Bruder.

## Leben
In der Schule war er mit den Brüdern Grimm befreundet. Harnier wollte zunächst Geschichte und Staatswissenschaften studieren, aber auf Anraten seines Bruders beschloss er, Medizin zu studieren. So immatrikulierte er 1791 in Göttingen und beendete 1793 sein Studium in Marburg mit der Dissertation De indicatione et methode erumpendarum aquarum in partu. Er ließ sich in Kassel nieder und war dort bald ein gefragter Arzt. Doch Kassel wurde ihm zu eng, so machte ab 1797 eine Bildungsreise. Über Wien kam er nach 1798 nach Paris. Er traf dort Politiker wie Barras und Treilhard als auch den batavischen Diplomaten van Swieten, der sein Whist-Partner war. Das Angebot, in Paris zu bleiben, lehnte er ab, stattdessen reiste er zurück. Am 6. Juni 1799 traf er in Frankfurt ein. Die Verhältnisse in Kassel waren nicht besser geworden und schon viele Leute waren nach Hanau umgesiedelt, so ging auch Harnier nach Hanau. Dort traf er die spätere Kurfürstin Auguste beim Weihnachtsfest mit der Familie Winzigerode. Harrier wurde Brunnenarzt in Wilhelminenbad (Bad Nenndorf), wo er die Kurfürstenfamilie häufiger sah. 1804 weilte Napoleon in Mainz, in der Erwartung, die deutschen Fürsten würden ihm dort huldigen, der Kurfürst von Hessen erschien aber nicht. Als die Franzosen später Hessen besetzten, wurde es anschließend dem Königreich Westphalen zugeschlagen. Inzwischen hatte Harnier gut verdient und wurde nach Kassel beordert. Dort wurde sein Haus zu einem gesellschaftlichen Treffpunkt. Er freundetet sich mit dem französischen Gesandten Reinhard an. Durch dessen Einfluss konnte er den Finanzminister Bülow nach seiner Entlassung vor der französischen Partei schützen. Nach der Flucht der Franzosen und der Besetzung von Kassel durch die Russen und auch deren Abzug wurden 40 Bürger bestimmt, eine Verwaltung zu bilden. Als der General Allix kurz zurückkehrte, wurden die Bürger verhaftet. Die Niederlage der Franzosen bei Leipzig und der Fürsprache von Bürgern wie Harnier konnten die Verhafteten vor dem Erschießungskommando bewahren.
Nach dem Ende des Königreichs und der Rückkehr des Kurfürsten, erhielt er das Angebot, Leibarzt des Kurfürsten zu werden, was er aber ablehnte. Er blieb der Familie verbunden und so starb der Kurfürst Wilhelm II. 1847 in seinen Armen. 1847 wurde er dann Brunnenarzt in Bad Pyrmont.
Im Jahr 1830 wurde er Mitherausgeber des Verfassungsfreunds, außerdem wurde er Mitglied der Ständeversammlung in Kassel, verzichtete dann zugunsten seines Stellvertreters Johannes Zusch.
Er heiratete 1821 Ernestine Franziska Rumann (1783–1863), eine Tochter des hannoverischen Geheimrats Rumann. Die Ehe blieb kinderlos.